# (3316) Herzberg
(3316) Herzberg ist ein Asteroid des Hauptgürtels, der am 6. Februar 1984 vom US-amerikanischen Astronomen Edward L. G. Bowell entdeckt wurde.
Benannt wurde der Asteroid nach Gerhard Herzberg, einem deutschstämmigen kanadischen Chemiker und Astronomen.